# Волис Симпсон, војвоткиња од Виндзора
Волис Симпсон (енгл. Wallis Simpson; Блу Риџ Самит, Пенсилванија, 19. јун 1895 — Булоњска шума, 24. април 1986) је била војвоткиња од Виндзора, супруга краља Едварда VIII, за којег се удала након његове абдикације и стога никада није била краљица.

## Порекло
Била је једино дете Текла Волис Ворфилда и Елис Монтагу. Датуми рођења, венчања и смрти њених родитеља остају непознати. Отац јој је умро отприлике годину дана након рођења, а мајка се након очеве смрти преудала још два пута.

## Пре Едварда VIII

### Први брак
Дана 8. новембра 1916. године Волис се удала за Ерла Винфилда Спенсера, пилота америчке војске. Са супругом је кренула на путовање у Кину, где је упознала Галеаца Ђана, који ће касније постати зет Бенита Мусолинија. Са њим је наводно остала трудна, а трудноћу је окончала побачајем који ју је коштао могућности зачећа. Крајем 1925. Волис и њен супруг су се вратили у Сједињене Америчке Државе и развели се 10. децембра 1927. године.

### Други брак
Још пре развода од првог супруга, Волис је упознала недавно разведеног Ернеста Алдриха Симпсона. Венчала се са њим 21. јула 1928. године и преселила у Лондон. Ту је, преко пријатељице, упознала љубавницу Едварда, принца од Велса. Волис је принца од Велса упознала 10. јануара 1931. године и почела да се појављује на двору. У том периоду Волисин муж упада у финансијске проблеме, а Волис се упушта у везу са принцом Едвардом. Едвард је обасипао Волис новцем и накитом.

## Веза са Едвардом
Едвард је био популаран у народу све до објављивања његових намера да ожени Волис Симпсон након што њен развод буде озакоњен. Међутим, Едвардов премијер, Станли Болдвин, упозорио је краља да народ неће прихватити Волис као краљицу, будући да је она Американка чија два развода није признавала Англиканска црква, чији је Едвард био номинални поглавар.
Едвард је затим предложио морганатски брак, према којем би Едвард остао краљ, а Волис не би постала краљица, нити би Едварда могла наследити деца рођена из њиховог брака. Ова опција је такође одбијена.
Премијер Болдвин је затим краљу представио три опције: да заборави на идеју о браку са Волис, да је ожени против жеља својих министара, или да абдицира. Едвард је изабрао трећу опцију. Два дана након абдикације Едвард је од брата, новога краља, добио новокреирану титулу војводе од Виндзора. Посебном законском одредбом враћено му је ословљавање са „Краљевска височанство“, али је одређено да његова супруга и деца неће бити тако ословљавана, као и да његова деца неће имати места у наследном низу. Едвард је протестовао против овакве одлуке, истичући да је његова будућа супруга и према традицији и према закону квалификована за краљевско ословљавање, али на његове захтеве се није обраћала пажња. Његов предлог нису подржавале ни његова мајка, краљица Марија, ни његова снаха, нова краљица Елизабет.

### Брак са бившим краљем
Едвард и Волис склопили су брак 3. јуна 1937. године у приватној церемонији којој чланови краљевске породице, на захтев краља Џорџа VI, нису присуствовали. Едвардов однос са члановима његове породице нагло се погоршао, а поготово однос са мајком. Краљевска породица није никада прихватила Волис, а поготово лош однос је имала са краљицом Елизабетом.
Године 1937, пред сами почетак Другог светског рата, војвода и војвоткиња од Виндзора били су у посети Немачкој и Адолфу Хитлеру, упркос негодовању британске владе. Адолф Хитлер је, упознавши Волис, рекао: „Штета, била би добра краљица“.
Након ове контроверзне посете нацистичком лидеру, војводски пар се вратио у Француску, одакле су 1939. године враћени у Британију. Након немачке инвазије на југ Француске, Едвард и Волис су се склонили у Шпанију. Премијер Винстон Черчил запретио је војводи од Виндзора војном тужбом уколико се не врати на тло Комонвелта. Едвард и Волис су затим пресељени на Бахаме. Верује се да је Волис имала утицај на Едвардово интересовање за нацизам и да је сама подржавала ту идеологију током и након Другог светског рата.
По завршетку рата Едвард и Волис вратили су се у Париз, где им је била додељена приватна резиденција. Волис, војвоткиња од Виндзора, умрла је 24. априла 1986. године у Паризу.

## Породица

### Родитељи
| име                | слика | датум рођења | датум смрти        |
| ------------------ | ----- | ------------ | ------------------ |
| Тикл Волис Ворфилд |       |              | 15. новембар 1896. |
| Елис Монтагу       |       |              |                    |

### Први брак

#### Супружник
| име                 | слика | датум рођења        | датум смрти   |
| ------------------- | ----- | ------------------- | ------------- |
| Ерл Винфилд Спенсер |       | 20. септембар 1888. | 29. мај 1950. |

- брак разведен 1927. године

### Други брак

#### Супружник
| име            | слика | датум рођења | датум смрти        |
| -------------- | ----- | ------------ | ------------------ |
| Ернест Симпсон |       | 6. мај 1897. | 30. новембар 1958. |

- брак разведен 1937. године

### Трећи брак

#### Супружник
| име         | слика | датум рођења  | датум смрти   |
| ----------- | ----- | ------------- | ------------- |
| Едвард VIII |       | 23. јун 1894. | 28. мај 1972. |